# The Idler Wheel...
The Idler Wheel Is Wiser Than the Driver of the Screw and Whipping Cords Will Serve You More Than Ropes Will Ever Do, anche conosciuto semplicemente come The Idler Wheel..., è il quarto album della cantautrice statunitense Fiona Apple, pubblicato il 18 giugno 2012 dalla Epic Records.
Il 10 giugno 2012 è stato reso disponibile in anteprima per lo streaming gratuito sul sito di National Public Radio.

## Tracce

### Versione standard
Testi e musiche di Fiona Apple; edizioni musicali FHW Music.
1. Every Single Night – 3:33
2. Daredevil – 3:28
3. Valentine – 3:32
4. Jonathan – 5:03
5. Left Alone – 4:50
6. Werewolf – 3:12
7. Periphery – 4:58
8. Regret – 5:16
9. Anything We Want – 4:40
10. Hot Knife – 4:02

Durata totale: 42:34
Traccia bonus presente nella versione deluxe
1. Largo

Disco 2, presente nella versione deluxe (DVD)
1. Every Single Night (Live from SXSW) – 3:19
2. Anything We Want (Live from SXSW) – 5:00
3. Fast as You Can (Live from SXSW) – 5:15
4. A Mistake (Live from SXSW) – 5:53
5. Sleep to Dream (Live from SXSW) – 4:40

Durata totale: 24:07

### Versione in vinile
Lato A
1. Every Single Night – 3:33
2. Daredevil – 3:28
3. Valentine – 3:32
4. Jonathan – 5:03
5. Left Alone – 4:50

Durata totale: 20:26
Lato B
1. Werewolf – 3:12
2. Periphery – 4:58
3. Regret – 5:16
4. Anything We Want – 4:40
5. Hot Knife – 4:02

Durata totale: 22:08

## Formazione
- Fiona Apple (accreditata come Feedy) – voce, pianoforte, celesta, field recording, keyboard bass, loop, percussioni, timpani in Hot Knife, cori, rumore di passi in Periphery
- Maude Maggart – armonie vocali in Hot Knife
- Charley Drayton (accreditato come Seedy) – autoharp, voci baritonali, bouzouki, kora, batteria, field recording, chitarra, marimba, percussioni, rumore di passi in Periphery
- Sebastian Steinberg – basso acustico, chitarra

### Collaboratori tecnici o artistici
- Fiona Apple – artwork, produzione
- Charley Drayton (accreditato come Seedy) – produzione
- Dan Gerbarg – mastering
- Eric Roinestad – direzione artistica, design
- Dave Way – missaggio
- Howie Weinberg – mastering
- John Would – ingegneria del suono
- Eddison Sainsburg – ingegneria del suono
- Andrew Slater – management